# Caserne Victoria (Belfast)
Pour les articles homonymes, voir Caserne Victoria.
Les Victoria Barracks sont une base militaire située dans le quartier de New Lodge (en) à Belfast en Irlande du Nord. Créée en 1798, la base a été démantelée au début des années 1960.

## Histoire
Les Victoria Barracks ont été créés juste avant que débute la rébellion irlandaise de 1798.
En 1873, un système de centres de recrutement basé sur une répartition par comté a été mis en place à la suite des réformes de l'armée britannique par le secrétaire d'État à la Guerre Edward Cardwell. Les Victoria Barracks deviennent alors le dépôt du 83e régiment d'infanterie de comté de Dublin et du 86e régiment d'infanterie du comté de Down. En 1881, les deux régiments fusionnent pour former le Royal Ulster Rifles. Le nouveau régiment garde le même dépôt qui est alors étendu pour accueillir des troupes plus nombreuses.
La base prend son nom de Victoria Barracks en 1901 en hommage à la reine Victoria qui vient de mourir.
En 1937, le Royal Ulster Rifles quitte les Victoria Barracks pour Ballymena. Pendant la Deuxième Guerre mondiale les bâtiments sont bombardés et grandement endommagés par la Luftwaffe. Le site tombe progressivement en ruines avant d'être rasé au début des années 1960.